# Лепешев, Витольд Петрович
Витольд Петрович Лепешев (род. 1940) — советский и российский преподаватель. Ректор Дальневосточной государственной академии физической культуры (1991—2002). Кандидат педагогических наук (1972). Заслуженный работник физической культуры РСФСР (1991). Профессор (1994).

## Биография
Витольд Петрович Лепешев родился в 1940 году. В 1962 году окончил Государственный дважды орденоносный институт физической культуры им. П. Ф. Лесгафта. Несколько лет работал тренером по лёгкой атлетике. В 1972 году защитил кандидатскую диссертацию на тему «Экспериментальные исследования методики обучения технике низкого старта».
С 1991 по 2002 год был ректором Дальневосточной государственной академии физической культуры.
Член-корреспондент международной академии наук высшей школы (1994). Президент Дальневосточной олимпийской академии.
В настоящее время является профессором кафедры теории и методики лёгкой атлетики и зимних видов спорта ДВГАФК.
Многие годы занимается исследованиями становления и развития физической культуры и спорта в Хабаровском крае и на Дальнем Востоке.
Женат. Есть сын.

## Награды и звания
- Почётное звание «Заслуженный работник физической культуры РСФСР» (1991)[9].
- Знак «Отличник высшей школы».
- Медаль ордена «За заслуги перед Отечеством» II степени (1998)[10].

## Публикации
Монографии
- Лепешев В. П. Физическая культура и спорт на Дальнем Востоке России. — Хабаровск: ДВГАФК, 2008. — 165 с. ISBN 978-5-8028-0095-9
- Лепешев В. П. Региональные аспекты развития физкультурно-оздоровительной работы в ДВФО в контексте реализации федеральной целевой программы. — Хабаровск: ДВГАФК, 2009. — 128 с. ISBN 978-5-8028-0121-5
- Лепешев В. П., Галицын С. В. Физкультурные кадры Дальнего Востока России (2006—2010 гг.). — Хабаровск: ДВГАФК, 2011. — 337 с. ISBN 978-5-8028-0143-7
- Лепешев В. П. Возникновение, становление и развитие физической культуры и спорта в Хабаровском крае (1888—2013 г.г.): историко-статистический экскурс. — Хабаровск: ДВГАФК, 2014. — 202 с. ISBN 978-5-8028-0167-3
- Лепешев В. П. Развитие спорта/видов спорта в Хабаровском крае (2001—2013 гг.): Динамика. Тенденции. Позиционирование. Управление. Региональный аспект. — Хабаровск: ДВГАФК, 2015. — 192 с. ISBN 978-5-8028-0176-5
- Лепешев В. П. Физкультурно-оздоровительная работа в Хабаровском крае (2001—2014 гг.): Динамика. Тенденции. Позиционирование. — Хабаровск: ДВГАФК, 2016. — 109 с. ISBN 978-5-8028-0187-1
- Лепешев В. П., Галицын С. В. Колыбель физкультурно-спортивных кадров Дальнего Востока России. — Хабаровск: ДВГАФК, 2016. — 142 с. ISBN 978-5-8028-0195-6

Статьи
- Лепешев В. П., Галицын С. В. Вклад Хабаровского края в систему штатных физкультурно-спортивных кадров Российской Федерации. — Ученые записки университета им. П. Ф. Лесгафта, 2014.
- Лепешев В. П., Галицын С. В. Интегративный подход в процессе мониторинга состояния спорта в регионе. — Ученые записки университета им. П. Ф. Лесгафта, 2015.